# جيرار رولاند
جيرار رولاند (بالفرنسية: Gérard Roland)‏ (5 أبريل 1981 ببوردو في فرنسا - ) هو لاعب كرة قدم فرنسي في مركز الدفاع. لعب مع أولمبيك مارسيليا ونادي بايون ونادي بوفيه ونادي فارزيم.

## وصلات خارجية
- جيرار رولاند على موقع قاعدة بيانات كرة القدم.إي يو (الإنجليزية)
- جيرار رولاند على موقع ليكيب (الفرنسية)